# Nagrody Darwina

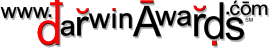
Logo oficjalnej strony internetowej Nagród Darwina

Nagrody Darwina (ang. Darwin Awards) – corocznie przyznawane w wyniku głosowania w internecie antynagrody, za wyjątkową głupotę, której efektem była śmierć kandydata (lub ewentualnie pozbawienie się zdolności płodzenia potomstwa).
Nagrody mają wyłącznie charakter symboliczny i nasycone są czarnym humorem, a ich nazwa pochodzi od nazwiska twórcy teorii ewolucji – Charlesa Darwina, aby „upamiętnić osoby, które przyczyniły się do przetrwania naszego gatunku w długiej skali czasowej, eliminując swoje geny z puli genów ludzkości w nadzwyczaj idiotyczny sposób”. Zgodnie z teorią ewolucji, osobniki mało inteligentne, zdolne do zachowań szczególnie głupich i niepotrzebnie ryzykownych, statystycznie częściej nie dożywają wieku prokreacyjnego, w wyniku czego przeważnie nie przekazują swoich genów następnym pokoleniom – co jest korzystne dla danego gatunku.  
Warunkiem nominacji do „nagrody” jest śmierć kandydata w wyniku jego własnej głupoty lub okaleczenie się pozbawiające możliwości reprodukcji. Fakt posiadania potomstwa nie dyskwalifikuje kandydata do nagrody.
W języku potocznym używa się określenia „zasłużyć na nagrodę Darwina” jako synonimu wyjątkowo głupiego, idiotycznego zachowania.
W 2006 roku nakręcono czarną komedię pod tytułem „Nagrody Darwina” z Winoną Ryder i Josephem Fiennesem w roli głównej.

## Książki
„Nagrody Darwina” doczekały się wielu publikacji książkowych, zebranych przez Wendy Northcutt. W Polsce nakładem Wydawnictwa W.A.B. do tej pory ukazały się:
- Nagrody Darwina. Ewolucja w działaniu. (2001)
- Nagrody Darwina 2. Selekcja nienaturalna. (2002)
- Nagrody Darwina 3. Strategia przetrwania. (2005)
- Nagrody Darwina 4. Inteligentny projekt. (2008)